# Drakkung

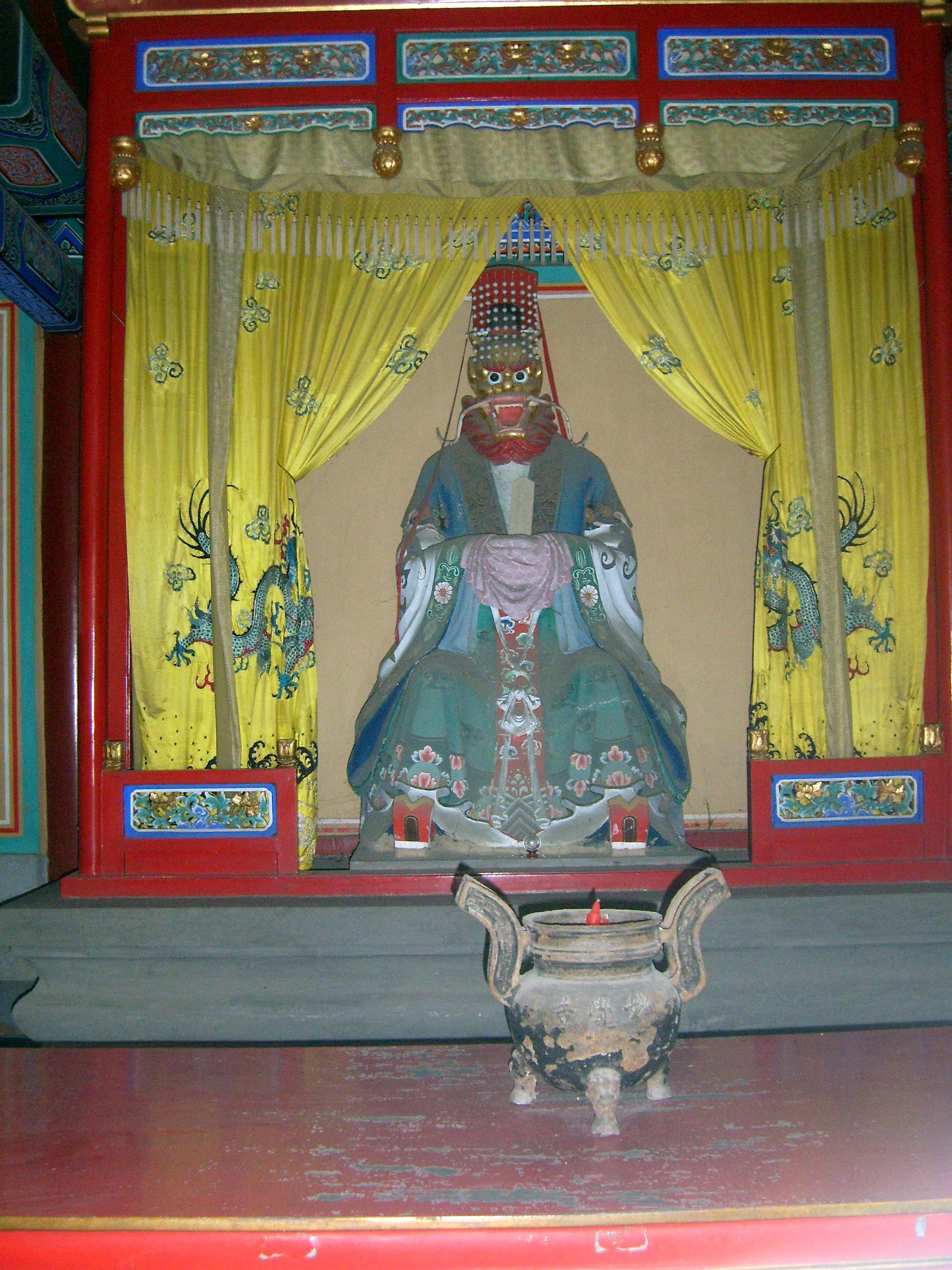
Drakkungstempel, Sommarpalatset, Peking

De fyra drakkungarna (龍王; pinyin: Lóng Wáng) är i kinesisk mytologi gudomliga härskare över de fyra haven (ett i varje väderstreck). Även om drakkungarnas verkliga form är att vara drakar, kan de byta form och uppträda som människor. Drakkungarna bor i kristallpalats, vaktade av räksoldater och krabbgeneraler.
Förutom att härska över livet i havet, styr drakgudarna, regnet, brunnar, sjöar och vattendrag. De bor i palats vid havet där de uppvaktas av havets invånare. Drakkungarna förekommer mycket i litteraturen, och i den klassiska romanen Färden till Västern är en drakkung en av huvudkaraktärerna.
De fyra olika drakkungarna är:
- Östra havets drakkung: Ao Kuang (敖廣)
- Södra havets drakkung: Ao Chin (敖欽)
- Västra havets drakkung: Ao Jun (敖閏)
- Norra havets drakkung: Ao Shun (敖順)

## Bhutans kung
Kungar över Bhutan har "drakkung" som titel. Bhutan heter lokalt Drukyul, där "druk" betyder drake och "yul" land. Härskaren kallas därför Druk Gyalpo, där "gyalpo" alltså är kung. Bhutans nuvarande kung är den femte arvkungen, och är allmänt känd som den femte Druk Gyalpo.